# Tavričeskij rajon
Il Tavričeskij rajon (in russo Таврический район?) è un rajon dell'Oblast' di Omsk, nella Russia asiatica; il capoluogo è Tavričeskoe. Istituito nel 1924, ricopre una superficie di 2.800 chilometri quadrati e consta di una popolazione di circa 41.000 abitanti.